# 이강래 (역사가)
이강래(李康來, 1957년~)는 대한민국의 사학자이자, 국립전남대학교의 교수를 지낸 연구자이다. 본관은 전주이며, 전주 출신이다. 주된 연구 분야는 한국고대사이며, 《삼국사기》를 비롯한 고대사 관련 사료의 해제·비판·사론 분석에 주력하고 있다.

## 학력
- 고려대학교 문과대학 사학과
- 동 대학원 사학과 한국고대사 문학석사
- 동 대학원 사학과 한국고대사 문학박사

## 경력
- 1988.03 ~ 2023.02 국립전남대학교 인문대학 사학과 교수
- 1991.01 ~ 1995.02 한국고대사학회 호남지역 간사
- 1995.03 ~ 현재     한국고대사학회 평의원
- 2006.09 ~ 2008.08 전남대학교 5·18연구소 운영위원
- 2007.11 ~ 2008.01 국립영산강 고고학박물관 건립사업 자문위원
- 2008.01 ~ 2009.01 영국 런던대학교 SOAS 방문연구자
- 2008.04 ~            한국고전번역원 고전번역위원회 위원
- 2008.11 ~ 2011.10 전남대학교 호남학연구원 원장(HK 사업단 단장)
- 2013.03 ~ 2015.02 전남대학교 인문대학 학장
- 2013.03 ~ 2015.02 전남대학교 문화전문대학원 원장(겸임)
- 2015.03 ~ 2017.03 한국고대사학회 회장
- 2017.01 ~ 2018.01 독일 튀빙겐대학 방문연구자
- 2018.10 ~ 2018.11 2019학년도 대학수학능력시험 출제위원장
- 2021.03 ~ 2022.03 전남대학교 부총장

## 저서
- <<삼국사기 전거론>>, 민족사, 1996.
- <<삼국사기 1,2 (번역서)>>, 한길사, 1998.
- <<원본 삼국사기(교감본)>>, 한길사, 1998.
- <<후백제 견훤정권과 전주(공저)>>, 주류성, 2001.
- <<눈오는 밤에 듣는 인문학 이야기(공저)>>, 전남대학교출판부, 2003.
- <<후백제의 대외교류와 문화(공저)>>, 신아출판사, 2004.
- <<고구려사 연구의 제문제(공저)>>, 백산자료원, 2005.
- <<삼국유사 기이편의 연구(공저)>>, 한국학중앙연구원, 2005.
- <<한국고대사입문 1: 한국 문화의 기원과 국가형성(공저)>>, 신서원, 2006.
- <<백제사 총론(공저)>>, 충청남도역사문화연구원, 2007.
- <<민족문화의 꽃을 피우다(공저)>>, 다할미디어, 2007.
- <<삼국사기 형성론>>, 신서원, 2007.
- <<지역과 교류 그리고 문화(공저)>>, 다른세상, 2009.
- <<역사에서의 물과 문화(공저)>>, 엔터, 2010.
- <<최치원 연구총서 3: 고운 최치원의 역사관(공저)>>, 문사철, 2010.
- <<삼국사기 인식론>>, 일지사, 2011.
- <<역사 속의 교류와 문화(공저)>>, 엔터, 2011.
- <<통+通하다: 호남의 감성(공저)>>, 전라도닷컴, 2011.
- <<거북아 거북아: 손끝은 딸의 기억을 부른다(공저)>>, 엔터, 2011.
- <<익산, 마한·백제 연구의 새로운 중심(공저)>>, 서경문화사: 국립전주박물관, 2014.
- <<노태돈 교수 정년 기념논총 2: 한국 고대사 연구의 자료와 해석(공저)>>, 사계절, 2014.
- <<호남, 인문에 말을 걸다: 호남기록문화유산 시민강좌(공저)>>, 심미안, 2015.
- <<신라를 빛낸 인물들(공저)>>, 경상북도문화재연구원, 2016.
- <<삼국사기 읽기: 고대의 경험과 중세의 인식>>, 세창미디어, 2017.
- <<고대의 풍경과 사유: 한국고대사의 경험과 인식>>, 세창미디어, 2019.
- <<한국 고대의 경험과 사유 방식>>, 전남대학교출판부, 2020.
- <<한국 고대의 시선과 시각>>, 주류성, 2021.